# Соревнования «Дружба-84» по велоспорту
Соревнования «Дружба-84» по велоспорту включали в себя розыгрыш 5 комплектов наград в трековых гонках и 2 комплектов наград в шоссейных гонках. Соревнования по трековым гонкам были проведены с 18 по 22 августа на велотреке «Крылатское» в Москве (СССР). Соревнования по шоссейным гонкам прошли 23 и 26 августа в восточногерманских городах Форст и Шлайц.

## Призёры
| Дисциплина                                | Золото                                                                      | Золото   | Серебро                                                            | Серебро  | Бронза                                                                               | Бронза   |
| Гонка по очкам (50 км)                    | Миклош Шомодьи Венгрия                                                      | 81 очко  | Мартин Пенц Чехословакия                                           | 77 очков | Иван Романов СССР                                                                    | 73 очка  |
| Индивидуальная гонка преследования (4 км) | Гинтаутас Умарас СССР                                                       | 4.33,635 | Бернд Диттерт ГДР                                                  | 4.34,888 | Рышард Давидович Польша                                                              | 4.40,217 |
| Командная гонка преследования (4 км)      | ГДР Бернд Диттерт Фолькер Винклер Херальд Мортаг Марио Херниг Карстен Вольф |          | СССР Александр Краснов Марат Ганеев Валерий Мовчан Василий Шпундов |          | Чехословакия Теодор Черны Алес Трчка Павел Соукуп Франтишек Рабонь Франтишек Клоучек |          |
| Спринт                                    | Лутц Хесслих ГДР                                                            |          | Сергей Копылов СССР                                                |          | Вратислав Шустр Чехословакия                                                         |          |
| Гит с места (1 км)                        | Сергей Копылов СССР                                                         | 1.03,568 | Майк Мальхов ГДР                                                   | 1.04,179 | Милан Гаек Чехословакия                                                              | 1.05,672 |

| Дисциплина                                    | Золото                                               | Золото  | Серебро                                                                | Серебро | Бронза                                                           | Бронза  |
| Групповая гонка (175 км)                      | Александр Зиновьев СССР                              | 4:44.21 | Уве Рааб ГДР                                                           | 4:44.21 | Анджей Межеевский Польша                                         | 4:44.21 |
| Командная гонка с раздельным стартом (100 км) | ГДР Уве Амплер Фальк Боден Бернд Дроган Марио Куммер | 2:01.35 | СССР Сергей Наволокин Александр Зиновьев Евгений Корольков Асят Саитов | 2:01.46 | Чехословакия Милан Крен Милан Юрчо Властибор Конечны Михал Класа | 2:03.54 |

### Медальный зачёт
| Место | Страна       | Золото | Серебро | Бронза | Всего |
| ----- | ------------ | ------ | ------- | ------ | ----- |
| 1     | СССР         | 3      | 3       | 1      | 7     |
| 2     | ГДР          | 3      | 3       | 0      | 6     |
| 3     | Венгрия      | 1      | 0       | 0      | 1     |
| 4     | Чехословакия | 0      | 1       | 4      | 5     |
| 5     | Польша       | 0      | 0       | 2      | 2     |
| Всего | Всего        | 7      | 7       | 7      | 21    |